# Mary Livingston
Mary Livingston, född 1541, död 1579, var en skotsk hovfunktionär. Hon var hovdam till Skottlands drottning Maria Stuart och är känd i historien som en av de "Fyra Mariorna".    
Hon var dotter till Alexander Livingston, 5th Lord Livingston och Agnes Douglas. Hennes far var en av Maria Stuarts förmyndare.
Hon var en av de fyra adliga flickor som valdes ut från prominenta skotska familjer av Maria av Guise till sällskap och hovdamer åt den sexåriga Maria Stuart, då denna sändes till Frankrike i augusti 1548. Dessa fyra adelsflickor var: Mary Beaton, Mary Seton, Mary Fleming och Mary Livingston. Då de alla (liksom för övrigt Maria Stuart själv) hette Mary, kallades de populärt för The Four Marys ("De fyra Mariorna"), och är kända som sådana i historien. Efter ankomsten till Frankrike skildes dock Maria Stuart från hela sin skotska uppvaktning (med undantag från sin guvernant och sin barnsköterska) för att bättre lära sig tala franska, och de fyra mariorna skickades för att uppfostras hos dominikanernunnorna i Poissy under överinseende av François de Vieuxpont.
Hon återvände liksom de andra Mariorna till Skottland tillsammans med Maria Stuart år 1561. Hon gifte sig 1565 med John Sempill of Bruntschiells. Bröllopet firades med en maskeradbal vid hovet och kritiserades av John Knox, som framställde det som ett exempel på syndig flärd; han uppgav att brudgummen kallades Dancer och bruden Lusty, antydde att bröllopet hade skyndats på för att bruden var gravid (i själva verket hade det snarare fördröjts, då det föreslagits 1564), och kritiserade drottningens donation av land till brudparet. 
Mary Livingston fick hand om en del juveler och pälsar som tillhörde Maria Stuart. Sedan denna hade avsatt krävde ledaren för förmyndarregeringen att få dessa ägodelar, men Livingstons make vägrade och satt en tid i fängelse på grund av det.